# فرنچتاون (ایندیانا)
فرنچتاون (به انگلیسی: Frenchtown) یک منطقهٔ مسکونی در ایالات متحده آمریکا است که در شهرستان هریسون، ایندیانا واقع شده‌است. فرنچتاون ۲۶۶٫۰۹ متر بالاتر از سطح دریا واقع شده‌است.